# بمباردیه چلنجر ۳۰۰
بمباردیه چلنجر ۳۰۰ (به انگلیسی: Bombardier Challenger 300) یک هواگرد ساختِ کارخانهٔ بمباردیه اروسپیس در کشور کانادا است . این هواگرد برای نخستین بار در ۱۴ اوت ۲۰۰۱ میلادی مورد استفاده قرار گرفت.